# Ernesto di Baviera-Monaco
Ernesto di Wittelsbach (1373 – Monaco di Baviera, 2 luglio 1438) fu Duca di Baviera-Monaco dal 1397 alla sua morte.

## Biografia
Ernesto era figlio di Giovanni II e governò il Ducato di Baviera-Monaco con il fratello Guglielmo III. Forzò il proprio zio Stefano III a confinare i propri domini entro il Ducato di Baviera-Ingolstadt nel 1402. 

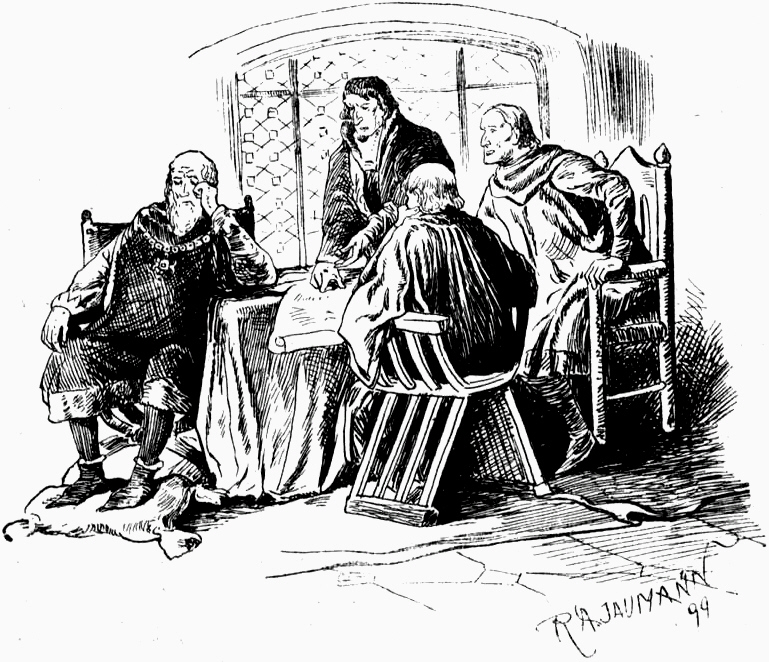
il duca Ernesto e i suoi consiglieri

Ernesto, del resto, ebbe modo di colpire molte volte i membri della casata di Baviera-Ingolstadt, Stefano III e suo figlio Ludovico VII come alleato di Enrico XVI di Baviera-Landshut. Fu uno dei membri della Lega di Costanza.
All'estinzione dei duchi di Baviera-Straubing, conti d'Olanda e Hainaut, Ernesto acquisì i beni lottando contro Enrico e Ludovico ma, alla fine, riuscì ad annettersi solo metà del Ducato di Baviera-Straubing nel 1429.
Egli supportò il cognato Venceslao contro il re Rupert di Germania della linea principale dei Wittelsbach dal momento che il fratello di Venceslao, Sigismondo era in guerra con Jan Hus. Questa politica portò a notevoli devastazioni nel nord della Baviera nel 1434.
Quando suo figlio Alberto III sposò segretamente Agnes Bernauer nel 1432 Ernesto ordinò di ucciderla. Ella venne accusata di stregoneria e gettata nelle acque del Danubio. La guerra civile con il figlio terminò con una riappacificazione.
Ernesto è sepolto nella Chiesa di Nostra Signora di Monaco.

## Matrimonio ed eredi
Ernesto sposò Elisabetta Visconti, figlia di Bernabò Visconti, dalla quale ebbe quattro figli:
- Alberto (1401-1460)
- Beatrice (1403-1447), sposò Hermann III di Cilli e successivamente Giovanni del Palatinato-Neumarkt
- Elisabetta (1406-1468), sposò Adolfo, Duca di Jülich-Berg e successivamente Hesso di Leiningen
- Amalia (1408-1432)

## Ascendenza
|                           |   |                           | Genitori                 |  |  | Nonni |  |  | Bisnonni           |  |  | Trisnonni              |  |
|                           |   |                           |                          |  |  |       |  |  | Ludovico il Bavaro |  |  | Ludovico II di Baviera |  |
|                           |   |                           |                          |  |  |       |  |  | Ludovico il Bavaro |  |  | Ludovico II di Baviera |  |
|                           |   | Matilde d'Asburgo         |                          |  |  |       |  |  | Ludovico il Bavaro |  |  |                        |  |
| Stefano II di Baviera     |   |                           |                          |  |  |       |  |  | Ludovico il Bavaro |  |  |                        |  |
|                           |   | Beatrice di Slesia-Glogau | Bolko I di Świdnica      |  |  |       |  |  |                    |  |  |                        |  |
|                           |   | Beatrice di Slesia-Glogau | Bolko I di Świdnica      |  |  |       |  |  |                    |  |  |                        |  |
|                           |   | Beatrice di Slesia-Glogau | Beatrice del Brandeburgo |  |  |       |  |  |                    |  |  |                        |  |
| Giovanni II di Baviera    |   | Beatrice di Slesia-Glogau |                          |  |  |       |  |  |                    |  |  |                        |  |
|                           |   | Federico III d'Aragona    | Pietro III d'Aragona     |  |  |       |  |  |                    |  |  |                        |  |
|                           |   | Federico III d'Aragona    | Pietro III d'Aragona     |  |  |       |  |  |                    |  |  |                        |  |
|                           |   | Federico III d'Aragona    | Costanza di Sicilia      |  |  |       |  |  |                    |  |  |                        |  |
| Isabella d'Aragona        |   | Federico III d'Aragona    |                          |  |  |       |  |  |                    |  |  |                        |  |
|                           |   | Eleonora d'Angiò          | Carlo II d'Angiò         |  |  |       |  |  |                    |  |  |                        |  |
|                           |   | Eleonora d'Angiò          | Carlo II d'Angiò         |  |  |       |  |  |                    |  |  |                        |  |
|                           |   | Eleonora d'Angiò          | Maria Arpad d'Ungheria   |  |  |       |  |  |                    |  |  |                        |  |
| Ernesto di Baviera-Monaco |   | Eleonora d'Angiò          |                          |  |  |       |  |  |                    |  |  |                        |  |
|                           | … | …                         |                          |  |  |       |  |  |                    |  |  |                        |  |
|                           | … | …                         |                          |  |  |       |  |  |                    |  |  |                        |  |
|                           | … | …                         |                          |  |  |       |  |  |                    |  |  |                        |  |
| Mainardo VI di Gorizia    | … |                           |                          |  |  |       |  |  |                    |  |  |                        |  |
|                           |   | …                         | …                        |  |  |       |  |  |                    |  |  |                        |  |
|                           |   | …                         | …                        |  |  |       |  |  |                    |  |  |                        |  |
|                           |   | …                         | …                        |  |  |       |  |  |                    |  |  |                        |  |
| Caterina di Gorizia       |   | …                         |                          |  |  |       |  |  |                    |  |  |                        |  |
|                           |   | …                         | …                        |  |  |       |  |  |                    |  |  |                        |  |
|                           |   | …                         | …                        |  |  |       |  |  |                    |  |  |                        |  |
|                           |   | …                         | …                        |  |  |       |  |  |                    |  |  |                        |  |
| Caterina di Pfannenberg   |   | …                         |                          |  |  |       |  |  |                    |  |  |                        |  |
|                           |   | …                         | …                        |  |  |       |  |  |                    |  |  |                        |  |
|                           |   | …                         | …                        |  |  |       |  |  |                    |  |  |                        |  |
|                           |   | …                         | …                        |  |  |       |  |  |                    |  |  |                        |  |
|                           |   | …                         |                          |  |  |       |  |  |                    |  |  |                        |  |